# Hydrophis gracilis
Espèce
Synonymes
- Hydrus gracilis Shaw, 1802
- Microcephalophis gracilis (Shaw, 1802)
- Hydrophis gracilis (Shaw, 1802)
- Hydrus kadellnagam Boie, 1827
- Thalassophis microcephala Schmidt, 1852
- Hydophis guntheri Murray, 1884
- Hydrophis rostralis Smith, 1917

Statut de conservation UICN

 LC  : Préoccupation mineure
Hydrophis gracilis ou Hydrophide mince est une espèce de serpents marins de la famille des Elapidae.

## Habit et répartition
Cette espèce se rencontre dans le nord de l'océan Indien et l'ouest du océan Pacifique dans les eaux des Émirats arabes unis, du Sultanat d'Oman, de l'Iran, du Pakistan, de l'Inde, du Sri Lanka, du Bangladesh, de la Birmanie, de la Thaïlande, de la Malaisie, du Viêt Nam, de Chine, des Philippines, de l'Indonésie, de la Papouasie-Nouvelle-Guinée et du Queensland.
Elle vit le long des côtes , jusqu'à 5 km au large, sur les fonds sableux et dans les récifs coralliens.

## Description
L'hydrophide mince mesure de 70 cm à 1,10 m. Son corps mince, qui s'épaissit à partir du milieu, est brun olive à l'avant et gris-vert ou parfois jaune pâle-blanc à l'arrière, avec des barres ou taches jaunes.
Il mange des poissons dont de petites murènes.
Vivipare, la femelle met bas de 1 à 6 petits serpenteaux.

## Étymologie
Son nom d'espèce, du latin gracilis, « fin », lui a été donné en référence à sa morphologie.

## Publication originale
- Shaw, 1802 : General Zoology, or Systematic Natural History, vol. 3, no 2, p. 313-615 (texte intégral).